# Tretogonia notatifrons
Tretogonia notatifrons är en insektsart som beskrevs av Melichar 1926. Tretogonia notatifrons ingår i släktet Tretogonia och familjen dvärgstritar. Inga underarter finns listade i Catalogue of Life.